# واجهة (دراسات التواصل)
في مجال دراسات التواصل، تُستخدم فكرة الواجهة في بيئة العمل لنقطة تواصل بين عدد من الأنظمة أو مجموعات العمل. وفي بيئة التصنيع، يُستخدم التنسيق والتفاعل بين مجموعات عمل عديدة لنقل خطط فضلاً عن مراقبة النشاط الإنتاجي. وهذا التفاعل قد يكون على شكل جداول أو تفاعلات بشرية أو أنظمة كمبيوتر أو أي وسيلة اتصال أخرى. والواجهة المادية هي الربط بين عنصرين من عناصر الأجهزة أو الآلات .